# Acaulis primarius
Espèce
Acaulis primarius est une espèce d'hydrozoaires de la famille des Acaulidae.